# Grammodes palaestinensis
Grammodes palaestinensis är en fjärilsart som beskrevs av Otto Staudinger 1897. Grammodes palaestinensis ingår i släktet Grammodes och familjen nattflyn. Inga underarter finns listade i Catalogue of Life.